# Toccata
Toccata (Tiếng Ý toccare) là một phong cách nghệ thuật chơi ngón nghiêng về tính linh hoạt, tốc độ và sự khéo léo.

## Một số nhà soạn nhạc nổi bật
- Claudio Monteverdi
- Andrea Gabrieli
- Giovanni Gabrieli
- Luzzasco Luzzaschi
- Hans Leo Hassler
- Jan Pieterszoon Sweelinck
- Alessandro Scarlatti
- Dieterich Buxtehude
- Johann Sebastian Bach
- Girolamo Frescobaldi
- Johann Pachelbel
- Robert Schumann
- Franz Liszt
- Claude Debussy
- Aram Khachaturian
- Maurice Ravel
- Ralph Vaughan Williams
- George Enescu